# Berkefeld-Filter

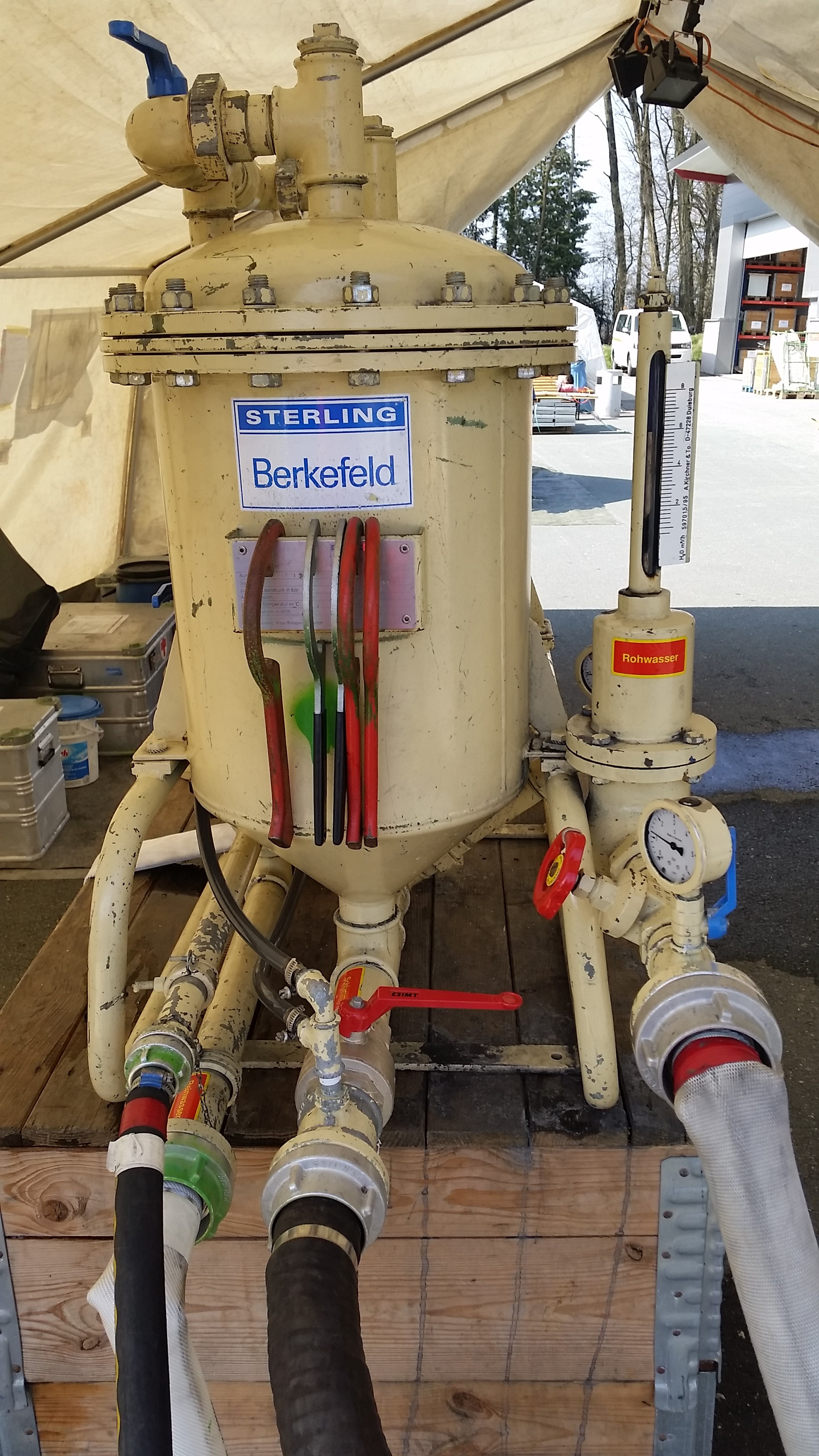
Berkefeld TWA 6 mit einer Filterleistung von 6 m³/h.

Der Berkefeld-Filter ist eine Anlage zur Wasseraufbereitung mittels Anschwemmfilter. Der von Wilhelm Berkefeld 1891 erfundene Filter war ein Hohlzylinder aus Porzellan mit Filterkerzen aus gebrannter Kieselgur. Filter dieser Art  wurden erstmals erfolgreich 1892 bei der Cholera-Epidemie in Hamburg eingesetzt.
Bis heute werden nach dem von Wilhelm Berkefeld erfundenen Verfahren Filteranlagen hergestellt, wenngleich auch mit modernen Materialien. Die Filter sind, aufgrund ihrer Robustheit, besonders in der internationalen Katastrophenhilfe beliebt. Sie werden unter anderem in den Emergency Response Units des internationalen Roten Kreuzes oder dem EU-Zivilschutz-Mechanismus verwendet.

## Funktion

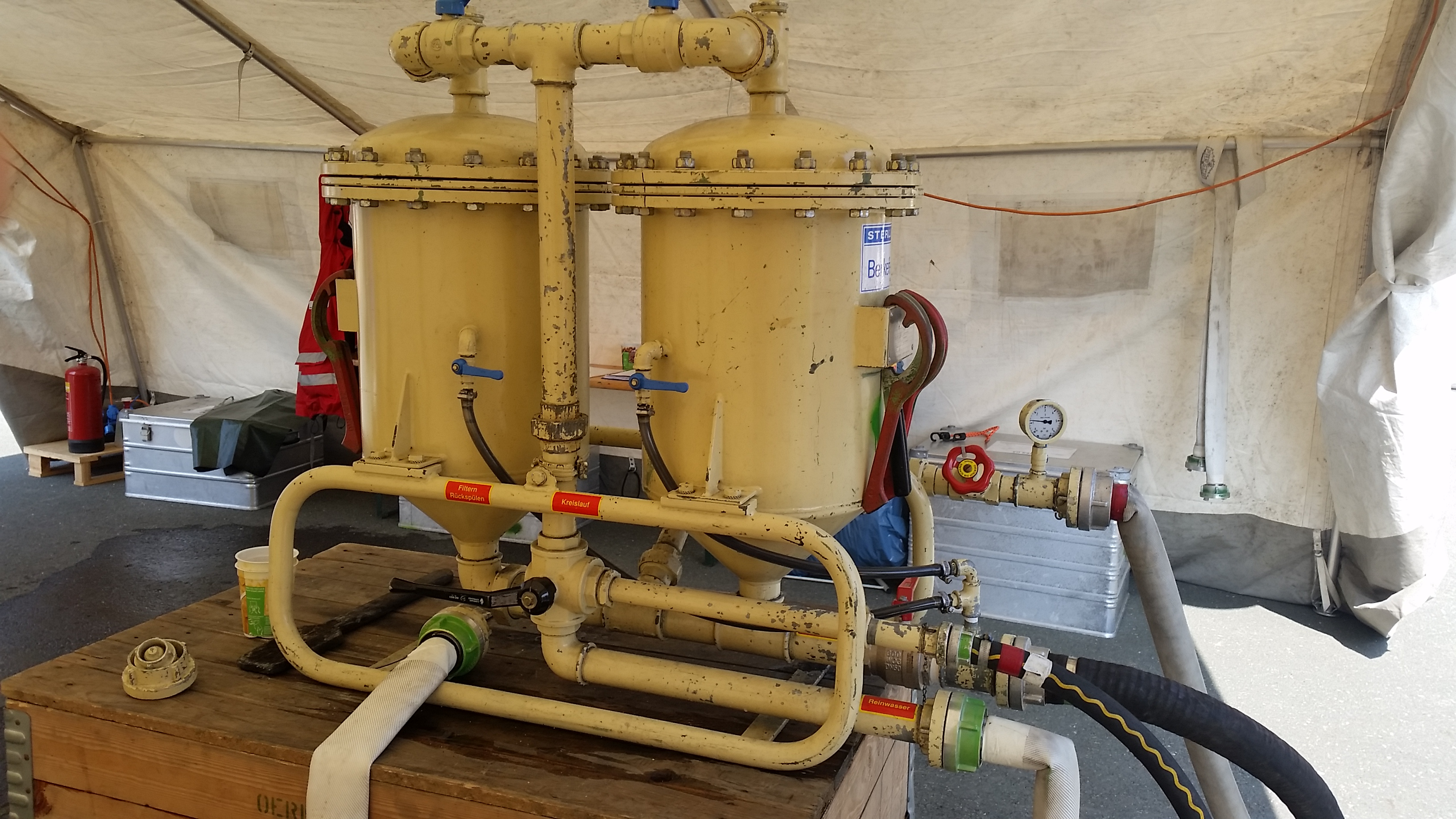
Filterdom von der Seite

Die Anlagen reinigen das Wasser mithilfe eines Anschwemmfilters. Dieser Filter besteht aus Berkesil, einer Granulatmischung aus Sand und Aktivkohle, die von der Firma Berkefeld hergestellt und vertrieben wird. Zu Beginn des Reinigungsprozesses wird dieses Granulat in den Filter eingebracht, indem es zusammen mit dem zu reinigenden Rohwasser durch den Filterdom gepumpt wird. Dabei wird der Dom mit Ventilen in einen Kreislauf mit einer Pumpe geschaltet und diese auf der langsamsten Drehzahl betrieben. In dem Filterdom befinden sich mehrere Filterkerzen, zylindrische Röhren aus einem engmaschigen Metallgitter, an welchem sich das Granulat anlegt und einen sogenannten Filterkuchen bildet. Dieser Ablauf wird auch als „Anschwemmen“ bezeichnet. Ist der Filterkuchen vollständig aufgebaut, umschließt das Granulat die Filterkerzen und bildet so den eigentlichen Filter.
Nun wird der Kreislauf geöffnet, und das Rohwasser kann gefiltert und in einem Reinwassertank aufgefangen werden. Dabei bleiben alle Partikel und Schwebstoffe in dem Filterkuchen hängen und bilden dort eine immer dickere Schicht, bis sie den Filter komplett verstopfen. Ist dies geschehen, muss man den Filter rückspülen. Dabei wird sauberes Wasser rückwärts durch den Filter gepumpt, so dass es den Filterkuchen und Schmutz von den Filterkerzen absprengt. Dieser Schmutz wird verworfen, und zum weiteren Filtern muss ein neuer Filterkuchen aufgebaut werden.
Wie viel Wasser in einem solchen Zyklus gefiltert werden kann, ist abhängig vom Verschmutzungsgrad des Rohwassers. Um das Wasser möglichst rein zu bekommen und eine hohe Filterkapazität zu erreichen, wird das Wasser in Becken vorbehandelt. Dabei werden Chlor, zum Abtöten von Bakterien, und ein Flockulant in das Rohwasser eingebracht. Dieses bewirkt ein Zusammenklumpen der Schwebstoffe im Wasser, welche dann durch ihr höheres Gewicht auf den Boden des Beckens absinken. Um diese Schmutzpartikel beim Pumpen nicht anzusaugen, wird das Wasser knapp unter der Wasseroberfläche abgesaugt.

## Geschichte
Wilhelm Berkefeld gründete 1892 die Firma Berkefeld-Filter in Celle, die bis heute dort Anlagen zur Prozesswasseraufbereitung und Trinkwasseraufbereitung für Industrie, Gebäudetechnik, Kommunen, Armeen und Katastrophenschutzorganisationen in aller Welt herstellt. Die Produktpalette reicht von komplexen Industrieanlagen über mobile Filteranlagen (Container, Fahrzeugeinbauten, Anhänger) bis zu kleinen handbetriebenen Filtern und Tropffiltern für den Heimgebrauch. Technisch werden die mobilen Anlagen zur Trinkwassererzeugung unter anderem nach dem Prinzip der Anschwemmfiltration, der Umkehrosmose und der keramischen Ultrafiltration angeboten.
Bis 1978 war die Firma im Familienbesitz und wurde danach Teil der SIHI-Gruppe (Siemen & Hinsch) aus Itzehoe. Berkefeld ist seit dem Jahr 2004 Teil der Veolia-Water-Gruppe und firmierte danach als ELGA Berkefeld GmbH, ab 2009 als VWS Deutschland GmbH. Seit 2015 treten die einzelnen Unternehmensteile als umfirmierte Veolia Water Technologies Deutschland GmbH auf. Die Gesellschaft hat aktuell rund 500 Mitarbeiter und weitere Standorte in Bremen, Ratingen (Nordrhein-Westfalen), Crailsheim (Baden-Württemberg), Leipzig (Sachsen) und Bayreuth (Bayern). Sitz der Firma ist heute in Celle (Niedersachsen).

Filter der Firma
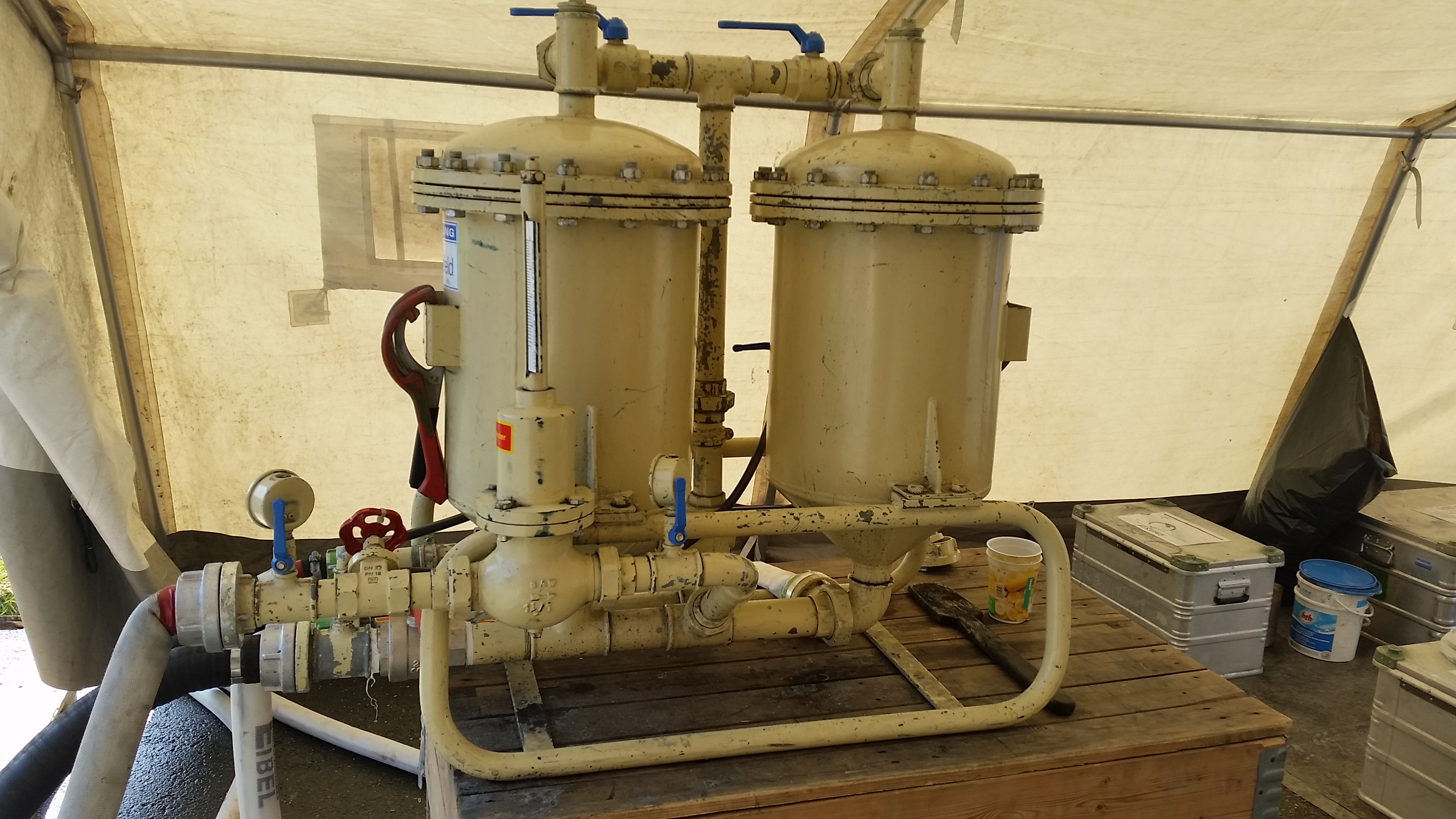
Berkefeld TWA 6
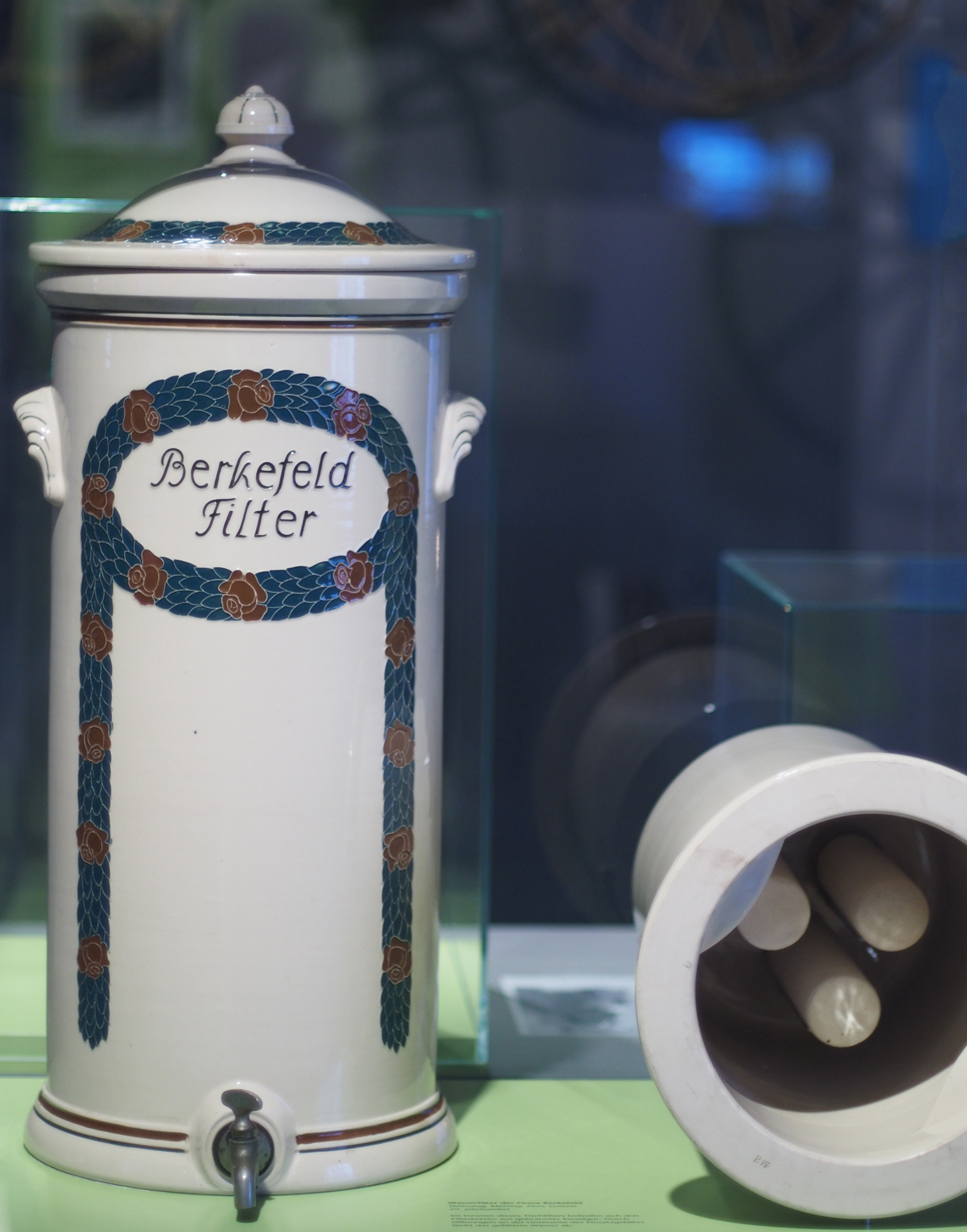
Wasserfilter (20. Jahrhundert) Einsatz mit drei Filterkerzen aus gebrannter Kieselgur
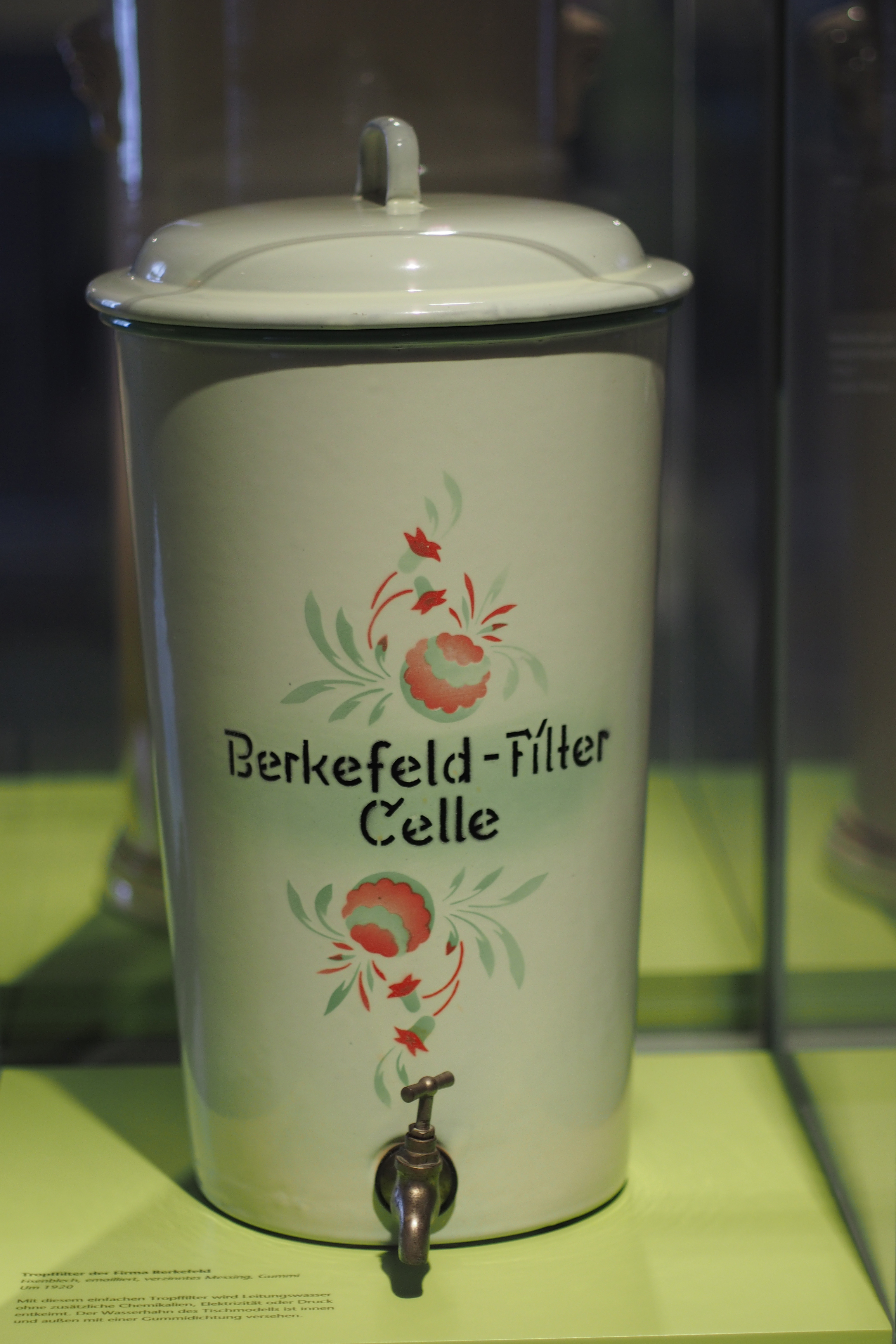
Tropffilter um 1920
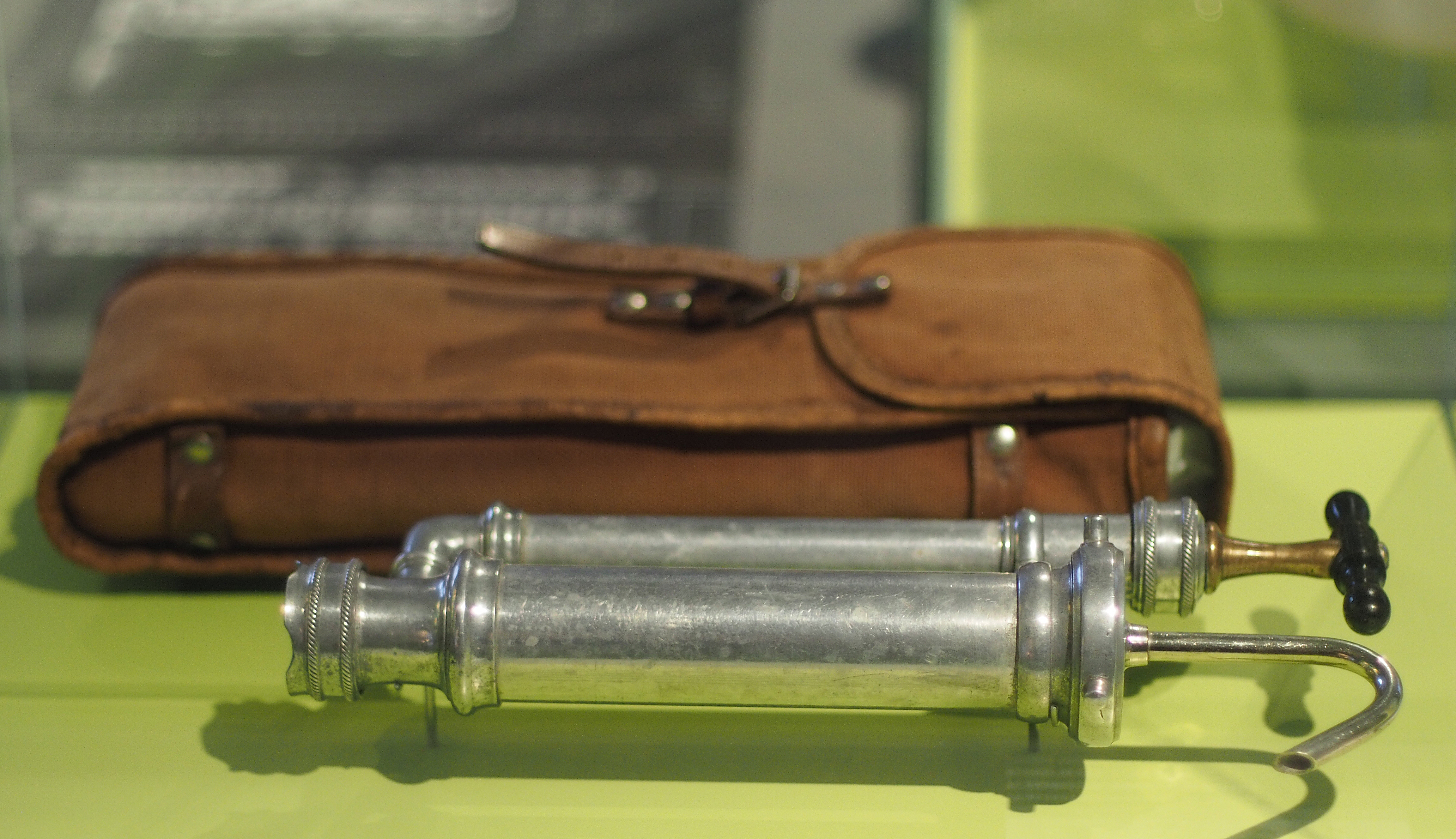
Transportabler Feldfilter (Armee-Filter) 1940er Jahre
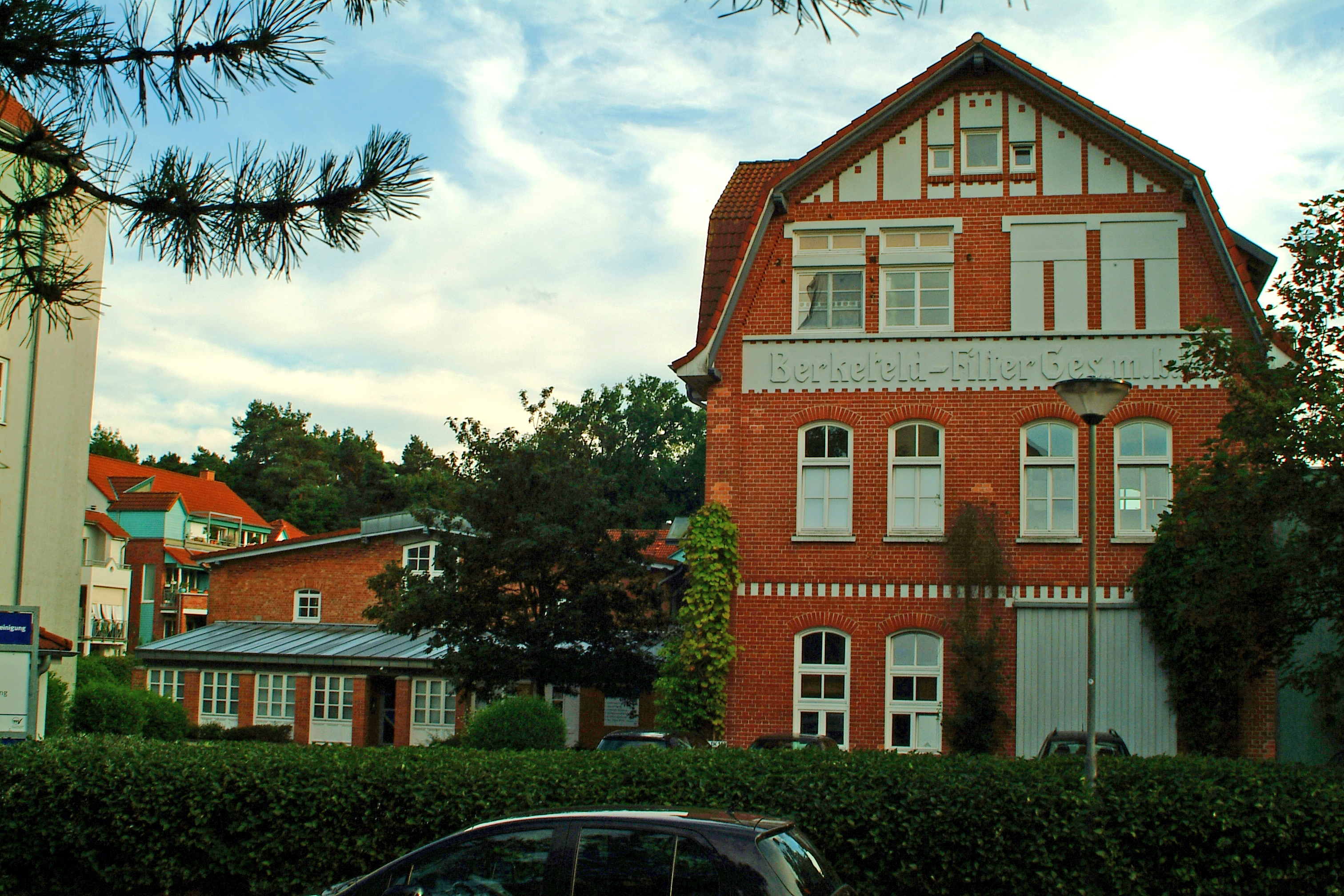
Die historischen Gebäude der Gesellschaft sind heute Teil des „Wohnparks Berkefeld“ an der Wittinger Straße in Celle